# Космічні міста-бублики

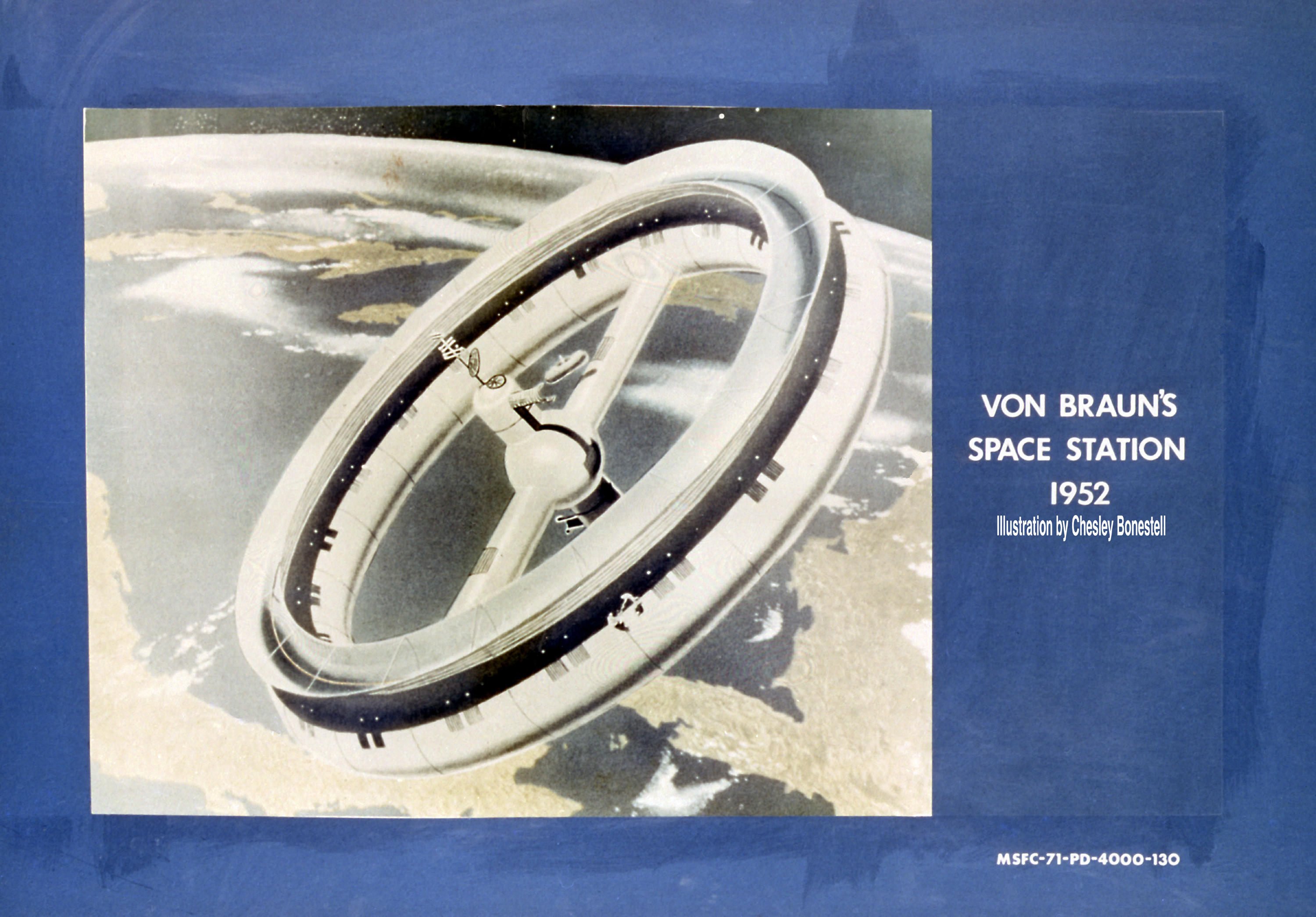
Проєкт орбітального поселення Вернера фон Брауна. 1952 р.

Космічні поселення тороїдальної форми (розмовне «міста-бублики») — один з найраніших проєктів орбітальних космічних поселень, гіпотетично здійсненний за умови подальшої реалізації передбачуваних варіантів освоєння космосу. Основна мета розробки — створити проміжну ланку для  космічних польотів, що дало б можливість здійснювати запуск космічних кораблів безпосередньо з орбіти і, таким чином, знизило б витрати і значно спростило освоєння космосу.
Перше детальне креслення та відповідний проєкт-обґрунтування космічної станції у формі бублика — який містив у собі житлові модулі, енергогенератор і астрономічний Обсерваторний модуль — був створений австрійським ученим Германом Нордрунгом в 1928 році.
Один з найвідоміших проєктів — Стенфордський тор.

## Стенфордський тор
Стенфордський тор — проєкт космічного поселення (великий космічної станції, т. зв. «Просторової середовища») у формі тора (бублика), здатного вмістити від 10 до 140 тис. постійно проживаючих осіб.
Стенфордський тор був запропонований протягом літа 1975 р. студентами Стенфордського університету з метою осмислити проєкт майбутніх космічних колоній.
У науковій фантастиці було створено багато варіантів колесовидних космічних станцій, але, можливо, найвидатнішою була космічна станція на орбіті Землі, вигадана Артуром Кларком і Стенлі Кубриком і зображена у фільмі «Космічна Одіссея 2001».